# Murshidabad (distrikt)
Murshidabad (engelska: Murshidabad district, nepalesiska: मुर्शिदाबाद जिल्ला, hindi: मुर्शिदाबाद जिला, bengali: মুর্শিদাবাদ জেলা, gujarati: મુર્શિદાબાદ જિલ્લો, marathi: मुर्शिदाबाद जिल्हा, oriya: ମୁର୍ଶିଦାବାଦ ଜିଲ୍ଲା, tamil: முர்சிதாபாத் மாவட்டம், urdu: ضلع مرشداباد) är ett distrikt i Indien.   Det ligger i delstaten Västbengalen, i den östra delen av landet, 1 200 km öster om huvudstaden New Delhi. Antalet invånare är 7 103 807. Arean är 5 324 kvadratkilometer. Murshidabad gränsar till Sahibganj.
Terrängen i Murshidabad är platt.
Följande samhällen finns i Murshidabad:
- Baharampur
- Jangipur
- Dhuliān
- Kāndi
- Murshidābād
- Lālgola
- Beldānga
- Farakka
- Cossimbāzār
- Debīpur
- Paikpara